# Kustodija Svete Zemlje
Kustodija Svete Zemlje (lat.: Custodia Terrae Sanctae) je jedna od provincija franjevačkog reda, tj. njena najstarija provincija. Provinciju je u Jeruzalemu 1217. godine osnovao sv. Franjo Asiški, koji je i osnovao franjevački red. Zadaća kustodije je trostruka; Brinu se za život franjevaca u Svetoj Zemlji, u ime Katoličke Crkve, brinu se za sveta mjesta te za kršćanske zajednice u Svetoj Zemlji i brinu se o održavanju "statusa quo". Kustodijsku kuriju predvodi kustos fra Pierbattista Pizzaballa od 2004. godine, uz odobrenje Svete Stolice. Njegovo sjedište se nalazi u samostanu sv. Spasitelja, u Starom gradu Jeruzalema.
Franjevačka prisutnost u Svetoj Zemlji ima tragove još od 1217. godine kada je na čelu zajednice bio Ilija od Cortone. Do 1229. godine, braća su imala malu kuću u blizini puta Via Dolorosa. Godine 1272., sultan Bajbars dopušta franjevcima da se nasele u cenakul na gori Sion. Kustos se naknadno počeo oslovljavati kao "Gvardijan brda Sion u Jeruzalemu". Godine 1342. su službeno proglašeni čuvarima svetih mjesta u ime Katoličke Crkve papinskim bulama "Gratiam agimus" i "Nuper charissimae".
Nakon pada Kraljevine Jeruzalem 1291., naslov latinskog patrijarha Jeruzalema je povjerena Kustodiji po službenoj dužnosti u Rimu. Do 1847. godine to je bila počasna titula. Kustodija Svete Zemlje je u više navrata izrazila zabrinutost za opstanak kršćana u Svetoj Zemlji, izazvanih burnim događanjima na Bliskom Istoku gdje su redovito na udaru kršćani.

## Povijest
Godine 1333., kralj Robert Anžuvinac je kupio cenakul od sultana od Egipta i dao ga franjevcima. Godine 1342., papa Klement VI., papinskim bulama "Gratiam agimus" i "Nuper charissimae" je proglasio franjevce čuvarima svetih mjesta u ime Katoličke Crkve.
Kustos je kasnije opisivan kao "Gvardijan brda Sion u Jeruzalemu". Između 1342. i 1489., kustos je glava Reda Svetog groba i održavao po službenoj dužnosti titulu latinskog patrijarha Jeruzalema. Od 1374. sjedište mu je bilo u Rimu. Godine 1489., papa Inocent VIII. potišnjuje Red Svetog Groba i spaja ih s Ivanovcima. Godine 1496., papa Aleksandar VI. je obnovio red Svetoga Groba sa samostalnim statusom te da kustos više neće upravljati redom. Kustos ja također nastavio djelovati kao latinski patrijarh Jeruzalema po službenoj dužnosti sve do 1830., a kao Veliki meštar Reda Svetoga Groba u Jeruzalemu do 1907. godine.
Franjevački redovnici brinuli su za cenakul, te su obnovili zgradu s gotičkim svodovima, sve do 1552. kada su Turci osvojili Jeruzalem i protjerali sve kršćane. Nakon protjerivanja franjevaca cenakul je pretvoren u džamiju. Kršćani nisu smjeli koristiti tu sobu za molitvu sve do osnivanja države Izrael 1948. godine.
Godine 1623., latinska Provincija Svete Zemlje je podijeljena na više manjih upravnih jedinica u Cipru, Siriji i Svetoj Zemlji. Godine 1847., obnovljen je naslov latinskog patrijarha u Jeruzalemu, zajedno s Viteškim Redom Svetoga Groba u Jeruzalemu. Latinski patrijarh Jeruzalema postao je crkveni poglavar Reda, i na kraju preuzeo titulu Velikog priora. Titula Velikog meštra ostala je u papinskom vlasništvu.
Godine 1937., Alberto Gori je imenovan kustosom Svete Zemlje. Na tom će položaju ostati sve do 1949. godine, kada je imenovan latinskim patrijarhom Jeruzalema, gdje je ostao do 1970. Nakon Gorijevih upozorenja, papa Pio XII. izdaje nekoliko enciklika u kojima izražava zabrinutost vezanom za pristup svetim mjestima. Godine 1949., u vrijeme kada je Gori imenovan latinskim patrijarhom Jeruzalema, papa Pio XII. je napustio titulu Velikog Meštra.

## Ustrojstvo

### Kustos
Dana 15. svibnja 2004., fra Pierbattista Pizzaballa, OFM imenovan je kustosom Svete Zemlje, nasljeđujući Giovannija Battistellija, koji je na tom položaju bio šest godina. U petak, 28. lipnja 2013., papa Franjo je potvrdio kako će Pierbattista Pizzaballa ostati na ovaj dužnosti još najmanje tri godine.
Dužnost kustosa kustodije Svete Zemlje je jedno vrijeme obnašao hrvatski franjevac Bonifacije Drkolica.

#### Imenovanje
Kustosa Svete Zemlje, koji se naziva i Međunarodni kustos Svete zemlje, imenuje Generalni definitorij Reda manje braće (OFM), a odobrava ga Papa i Sveta Stolica.

### Nadležnost
Kustos ima ulogu provincijala franjevaca koji žive u Izraelu, Palestini, Jordanu, Siriji, Libanonu, dijelovima Egipta, Cipra i Rodosa. Kustos Svete zemlje ujedno je i mjesni ordinarij svetih mjesta. Kustodija ima oko 300 braće i oko 100 sestara u ovim zemljama. Franjevci služe u glavnim kršćanskim svetištima, uključujući i Baziliku svetog groba u Jeruzalemu, Baziliku Rođenja u Betlehemu i Baziliku Navještenja u Nazaretu.

## Posjedi u Svetoj Zemlji
Franjevački red posjeduje veliki dio imovine u Svetoj Zemlji. Glavna svetišta, Baziliku svetog groba u Jeruzalemu i Baziliku Rođenja u Betlehemu, franjevci posjeduju i upravljaju zajedno s jeruzaleskim patrijarhatom Grčke pravoslavne Crkve i patrijarhatom Armenske istočne pravoslavne Crkve. Također brinu i za 74 svetišta u Svetoj Zemlji, uključujući i posjede u Siriji i Jordanu.
Godine 1909., na području latinskog patrijarhata u Jeruzalemu, ponovno osnovanog 1847. godine, franjevci su imali 24 samostana i 15 župa s brojnim školama.

### Sjedište
Sjedište kustosa se nalazi u franjevačkom samostanu sv. Spasitelja iz 16. stoljeća u blizini Novih Vrata u Starom gradu Jeruzalema.

## Obrazovanje
Važnu ulogu ima obrazovanje. Mnoge škole tijekom stoljeća su osnovali franjevci.
- Terra Santa Collegium, Nikozija, Cipar
- Magnificat Institutum, Jeruzalem

## Trenutni problemi
Fra Pizzaballa je izrazio mišljenje kako postoji problem s opstankom kršćana u Svetoj Zemlji zbog burnih događanja na tom području. Također je izjavio kako postoji ozbiljan problem u iseljavanju kršćana koji ovdje ne vide nikakvu perspektivu za budućnost. Problem postoji u palestinskim područjima, osobito zbog političke situacije na tim područjima te zbog nedostatka gospodarskih mogućnosti.
U četvrtak, 25. kolovoza 2011. godine, internet stranica "Catholic News Service" (CNS), je objavila priču u kojoj otac Pizzaballa, u razgovoru, aludira na napete situacije vezano za kršćane u Siriji i Egiptu.

## Poveznice
- Latinski patrijarh Jeruzalema
- Bazilika Svetoga groba
- Bazilika Rođenja Isusova
- Viteški Red Svetoga Groba u Jeruzalemu

## Vanjske poveznice
- Službena stranica Kustodije Svete Zemlje (engl.)